# عض الكلب الكلب (فلم)
عض الكلب الكلب ((بالصينية: 狗咬狗)) هو فيلم جريمة وإثارة وحركة صدر في عام 2006، من إخراج تشينغ بو سوي وبطولة إديسون تشن بدور قاتل كمبودي قاسٍ، يحاول بشدة تفادي الشرطة، بقيادة سام لي، بعد إتمام مهمة في هونغ كونغ. عُرض الفيلم في دور السينما في هونغ كونغ في 17 أغسطس 2006.

## القصة
شاب كمبودي تم تدريبه على القتال من أجل المال في بلاده يتم تعيينه لقتل شخص في هونغ كونغ. ينفذ العملية ثم يهرب من الشرطة في هونغ كونغ، حيث تتصارع الشرطة مع مشاكل داخلية لضابط مثالي وابنه، الذي يعمل أيضًا في القوة والذي نصحه والده بعدم أن يصبح ضابط شرطة. يدخل الأب في غيبوبة بعد إصابته بطلق ناري، وتشتبه شؤون الشرطة الداخلية في تورطه في تجارة المخدرات.
يقوم القاتل بعد ذلك بتكوين صداقة مع فتاة شابة تتعرض للاغتصاب والتعذيب على يد والدها. يخططان معًا للعودة إلى كمبوديا عبر السفينة، ولكن يجب عليهما التغلب على الشرطة في هونغ كونغ، التي تبذل كل ما في وسعها للقبض عليه.

## الاستقبال
اعتبرت "جي 4 إس آسيا السرية" عض الكلب الكلب دراما حركية مريرة تلامس العديد من المستويات العاطفية، ولكنها ليست للجميع.

### المهرجانات
عُرض الفيلم فيما بعد في نفس العام في مهرجان طوكيو السينمائي الدولي. في عام 2007، عُرض الفيلم في مهرجان دوفيل السينمائي الآسيوي، ومهرجان أمستردام للأفلام الرائعة، ومهرجان نيويورك الآسيوي للأفلام، ومهرجان الأفلام الخيالية في ألمانيا ومهرجان فانتازيا في مونتريال.

### التوزيع
اشترت شركة شركة وينشتاين حقوق الفيلم في أمريكا الشمالية لخط أفلامها على الدي في دي، حيث صدر الفيلم على الدي في دي في 23 أكتوبر 2007.

## الجوائز والترشيحات
| الجوائز والترشيحات                                | الجوائز والترشيحات          | الجوائز والترشيحات | الجوائز والترشيحات |
| الحفل                                             | الفئة                       | الفائز             | النتيجة            |
| ------------------------------------------------- | --------------------------- | ------------------ | ------------------ |
| جوائز هونغ كونغ للأفلام السينمائية الـ 26         | أفضل ممثل جديد              | بي بي              | ترشيح              |
| 43rd جوائز جولدن هورس للسينما والفنون             | أفضل ممثل                   | سام لي             | ترشيح              |
| جوائز الأفلام الآسيوية الأولى                     | أفضل تحرير للفيلم           | آنجي لام           | ترشيح              |
| الدورة الثامنة مهرجان دوفيل السينمائي الآسيوي     | لوتس أكشن آسيا              | سوي تشينغ          | فاز                |
| الدورة التاسعة جوائز الإعلانات الذهبية            | أفضل إعلان أجنبي لفيلم حركة | عض الكلب الكلب     | ترشيح              |
| الدورة التاسعة عشرة مهرجان طوكيو السينمائي الدولي | الجائزة الكبرى في طوكيو     | سوي تشينغ          | ترشيح              |

## روابط خارجية
- عض الكلب الكلب  في قاعدة بيانات الأفلام على الإنترنت (بالإنجليزية)
- مدخل HK cinemagic نسخة محفوظة 27 أغسطس 2022 على موقع واي باك مشين.